# Araguacema
Araguacema es un municipio brasileño del estado del Tocantins. Se localiza a una latitud 08º48'13" sur y a una longitud 49º33'23" oeste, y se encuentra a una altitud de 159 metros. Su población estimada en 2004 era de 23 830 habitantes.
El municipio recibe miles de turistas de varias localidades del país en el mes julio para su temporada de playa en las márgenes del río Araguaia, la playa más famosa de esta región es la Gaivota que está en frente a la ciudad.
Posee un área de 2789,9  km².

## Historia
Denominación anterior Santa Maria do Araguaia.
La primera tentativa de colonización fue realizada en 1812, con la fundación del Presidio de Santa Maria, que distaba 18 leguas al norte de la actual ciudad de Araguacema, en el río Araguaia. El presidio era destinado a la protección del comercio y navegación. El encargado de su fundación el Teniente Francisco Xavier de Barros, partió de Villa Boa a princípios de 1812, en compañía del Capitán Luiz de la Gama además de otras ochenta personas, incluyendo soldados y paisanos, que llegaron al punto predeterminado para la construcción del Presidio.
En el primer año todo transcurrió normalmente, los indios mantenían las mejores relaciones con la guarnición y moradores, tanto fue así que el comandante ya se preparaba para abrir una carretera hasta San Pedro de Alcântara (actual Carolina (Maranhão) con el objetivo de mantener vínculos con otros poblados en las márgenes del río Tocantins.
No obstante, el 11 de febrero de 1813, cerca de las ocho de la mañana, el pequeño establecimiento fue cercado y asaltado por los indios Carajás, Xavantes y Xerentes, que se agruparon esclusivamente para este ataque; pero fueron, sin embargo, rechazados en todos los embates del día. Al caer la noche el Comandante sospechando del ataque definitivo de los indios, resolvió embarcar con todos los habitantes del presidio en dos botes disponibles, huyendo río abajo. El grupo ya bastante reducido por las muertes ocurridas en el trayecto, consiguió llegar a la localidad de San Juán de las Duas Barras en el Estado de Pará.
El Príncipe Regente D. Juán, al tener conocimiento de la destrucción del presidio, determinó por decreto del 3 de diciembre de 1813, el restablecimiento del mismo. Sin embargo solo más tarde, durante el Gobierno de Goiaz de José Martins Pereira de Alencastro, fue restablecido el presidio pero 18 leguas río arriba del lugar original, donde el evangelizador Fraire Francisco del Monte San Victor, ya se había establecido, viniendo con algunas familias desde Bôa Vista (actual Tocantinópolis) donde hoy se localiza la Ciudad de Araguacema y dio inicio la construcción de una capilla, destinada a la catequesis de los indios Carajás y Caiapós que habitaban la región.

El naciente poblado recibió un vigoroso impulso cuando fue escogido como sede del presidio de Santa Maria del Araguaia.
En 1870, el valiente colonizador, General José Vieira Couto de Magalhães fundó la Compañía de Navegación a Vapor del río Araguaia, y estableció la sede en las instalaciones del presidio.
En 1930 se decretó la mudanza de la sede de la villa de Puerto Franco (hoy Couto de Magalhães) hacia el poblado de Santa Maria del Araguaia (hoy Araguacema) que fue elevada a la categoría de villa el 18 de marzo de 1931, y el 30 de marzo del mismo año, fue elevada a la categoría de ciudad.
Por el Decreto de Ley Estatal 8.305 del 31 de diciembre de 1943, fue alterado su topónimo de Santa Maria del Araguaia a Araguacema, que es su actual denominación. El origen del nombre sugerido por el Prof. José Athaide de la Graça Leche, es un homenaje al gran río Araguaia ( aragua  = río y  cema  = agua, de la lengua tupí) = ARAGUACEMA "Ciudad de las Aguas".
El municipio de Araguacema era uno de los mayores en extensión territorial del Brasil, y de él fueron separados entre otros, los municipios de Miracema del Tocantins, Dois Irmãos, Arapoema, Goianorte, Tupirama, Couto de Magalhães, Pequizeiro, Itaporã, Abreulândia, Caseara, Marianópolis, Goianorte.